# Седлово (Арефинское сельское поселение)
В Рыбинском районе есть ещё одна деревня с таким названием — в Назаровском сельском поселении.
Седлово — деревня Арефинского сельского поселения Рыбинского района Ярославской области .
Деревня стоит на правом высоком, выше 20 м берегу реки Ухра, выше по течению и к юго-востоку от центра сельского поселения села Арефино, на расстоянии 5,5 км по прямой. Через Седлово вниз по правому берегу проходит дорога, связывающая деревню с центром сельского поселения. Ближайшая в этом направлении деревня Черёмушки удалена на 800 м к западу, дорога к ней пересекает небольшой ручей, длиной до 4 км, протекающий в глубоком овраге. На плане Генерального межевания Рыбинского уезда 1792 года он обозначен как речка Сваруха. В противоположном направлении, вверх по течению, на расстоянии 1 км стоит деревня Тимошино, отделенная от Седлово безымянным ручьём, длиной около 5 км. Этот ручей вытекает из болота урочище Клюковник и течёт в южном направлении оставляя в среднем течении по левому берегу деревню Заднево. На плане Генерального межевания Рыбинского уезда он обозначен как речка Талица. Практически напротив устья этого ручья в Ухру с левого берега впадает Павловка (Саха). На противоположном правом, таком же высоком берегу, ниже по течению, на расстоянии около 1,5 км к юго-западу стоит деревня Спас-Ухра. К северу от Седлово расположен обширный незаселёный лесной массив в бассейне рек Восломка, Вогуй вплоть до долины реки Кештома. Единственный населённый пункт в этом краю деревня Заднево, к ней от деревни Седлово идёт просёлочная дорога .
Деревня Седлова указана на плане Генерального межевания Рыбинского уезда 1792 года.
На 1 января 2007 года в деревне Седлово числилось 2 постоянных жителя . Почтовое отделение, расположенное в деревне Починок–Болотово, обслуживает в деревне Седлово 16 домов .